# イアン・アバークロンビー
イアン・アバークロンビー(Ian Abercrombie、1934年9月11日 - 2012年1月26日)は、イギリス出身の俳優。声優。

## 人物
イギリスのエセックス州生まれ。1955年に舞台デビューを果たした後は映画にも多数出演。また米国の人気テレビシリーズにも数多くゲスト出演している。
代表作は『サンタバーバラ』、『ゴッサム・シティ・エンジェル』『ウェイバリー通りのウィザードたち』など。
声優としても活動しており、特に『スター・ウォーズ/クローン・ウォーズ』シリーズにおけるダース・シディアス役で知られている。
2012年1月26日、カリフォルニア州ロサンゼルスで、腎臓病により77歳で死去した。死去に際して遺作となった『クローン・ウォーズ』シーズン5の第16話冒頭で追悼メッセージが寄せられた。

## 主な出演作品

### 映画
| 公開年 | 邦題 原題                                                           | 役名                   | 備考 | 吹き替え                                |
| ------ | ------------------------------------------------------------------- | ---------------------- | ---- | --------------------------------------- |
| 1974   | ヤング・フランケンシュタイン Young Frankenstein                     | 居住者                 |      |                                         |
| 1974   | 地球の頂上の島 The Island at the Top of the World                   | 車掌                   |      | 吉水慶（TBS版） 不明（BVHE版）          |
| 1984   | スペース・パイレーツ The Ice Pirates                                | ハイミー               |      |                                         |
| 1986   | ファイアーウォーカー Firewalker                                     | ボッグズ               |      |                                         |
| 1993   | キャプテン・スーパーマーケット Army of Darkness                     | 賢者/ワイズマン        |      | 村松康雄                                |
| 1993   | アダムス・ファミリー2 Addams Family Values                          | 葬儀社                 |      | 稲葉実（ソフト版） 不明（日本テレビ版） |
| 1997   | ロスト・ワールド/ジュラシック・パーク The Lost World: Jurassic Park | 執事                   |      | 北村弘一                                |
| 1999   | ワイルド・ワイルド・ウエスト Wild Wild West                         | イギリス政府高官       |      |                                         |
| 2006   | インランド・エンパイア Inland Empire                                | ヘンリー・ザ・バトラー |      |                                         |

### テレビドラマ
| 公開年      | 邦題 原題                                                 | 役名                           | 備考         | 吹き替え |
| ----------- | --------------------------------------------------------- | ------------------------------ | ------------ | -------- |
| 1979        | ミセス・コロンボ Mrs. Columbo                             | カーマイケル                   |              |          |
| 1984 - 1985 | サンタバーバラ Santa Barbara                              | フィリップ                     | 15エピソード |          |
| 1985        | 超音速攻撃ヘリ エアーウルフ Airwolf                       | キルブロード卿                 |              |          |
| 1986        | L.A.ロー 七人の弁護士 L.A. Law                            | ガンター・ホール               |              |          |
| 1987        | こちらブルームーン探偵社 Moonlighting                     | ルードヴィヒ                   |              |          |
| 1990        | ツイン・ピークス Twin Peaks                               | トーマス・ブロックマン         |              |          |
| 1994        | TVキャスター マーフィー・ブラウン Murphy Brown            | ウィレンドルフ教授             |              |          |
| 1994        | たどりつけばアラスカ Northern Exposure                    | 助手                           |              |          |
| 1994 - 1998 | となりのサインフェルド Seinfeld                           | Mr.ピット/ジャスティン・ピット | 7エピソード  |          |
| 1995        | バビロン5 Babylon 5                                       | コール                         |              |          |
| 1998        | バフィー 〜恋する十字架〜 Buffy the Vampire Slayer        | 老人                           |              |          |
| 1999 - 2000 | スタートレック:ヴォイジャー Star Trek: Voyager            | ミロ/アボット                  | 2エピソード  |          |
| 1997 - 2002 | デイズ・オブ・アワ・ライブス Days of our Lives            | Mr.グレッグ                    | 4エピソード  |          |
| 2002 - 2003 | ゴッサム・シティ・エンジェル Birds of Prey                | アルフレッド・ペニーワース     | 14エピソード |          |
| 2004        | チャームド 〜魔女3姉妹〜 Charmed                          | アラミス                       |              |          |
| 2006        | デスパレートな妻たち Desperate Housewives                 | 執事ルパート・キャバノー       |              |          |
| 2008        | ママと恋に落ちるまで How I Met Your Mother                | ベン・フランクリン             |              |          |
| 2008 - 2012 | ウェイバリー通りのウィザードたち Wizards of Waverly Place | クラムス魔法学校校長           | 10エピソード |          |
| 2011        | チルドレンズホスピタル Childrens Hospital                 | 執事                           |              |          |

### 声の出演
- 007 ナイトファイア 007 Nightfire (2002) - アレクサンダー・メイエフ
- Area 51 (ゲーム) (2005) - クレイ博士
- ビリー&マンディ Grim & Evil (2005)
- そして誰もいなくなった And Then There Were None (2005) - トーマス・ロジャース/マッケンジー
- ザ・バットマン The Batman (2006) - イワン
- スター・ウォーズ/クローン・ウォーズ Star Wars: The Clone Wars (2008) - ダース・シディアス/パルパティーン最高議長
- スター・ウォーズ/クローン・ウォーズ (テレビアニメ) (2008 - 2012) - ダース・シディアス/パルパティーン最高議長
- ランゴ Rango (2011) - アンブローズ
- グリーンランタン Green Lantern (2012) - ガンツェット